# Hylaeus hirashimai
Hylaeus hirashimai är en biart som beskrevs av Ikudome 1989. Hylaeus hirashimai ingår i släktet citronbin, och familjen korttungebin. Inga underarter finns listade i Catalogue of Life.